# Kleinlützel
Kleinlützel je obec ve švýcarském kantonu Solothurn. Žije zde přibližně 1 300 obyvatel.

## Geografie
Obec Kleinlützel tvoří exklávu na břehu řeky Lützel na hranici s Francií, oddělenou od zbytku kantonu Solothurn údolím Laufental v kantonu Basilej-venkov. Trojmezí kantonů Basilej-venkov, Solothurn a Jura se nachází ve vysoko položeném údolí Surtel.
V roce 2014 tvořila 5 % rozlohy obce zastavěná plocha, 59 % lesy a lesní pozemky, 35 % zemědělství a o něco méně než 1 % neproduktivní půda.

## Historie

Letecký pohled (1922)

Nejstarší obydlí v obci Kleinlützel pochází z období neolitu (3000–1800 př. n. l.). Jedná se o Blauensteinskou skalní jeskyni, která leží severně od obce na jižním úpatí masivu Blauenstein. V tomto obydlí z doby kamenné našli archeologové vybroušenou kamennou sekeru a šperk.
Stopy po římské nadvládě (125 př. n. l. až 400 n. l.) byly nalezeny mezi Rämelweide a Kahlmatten, kde pravděpodobně stávala římská osada nebo alespoň dílna. Potvrzuje to existence římských spojovacích cest mezi Kleinlützelem a Blauensteinem a Burgem a také z Roggenburgu přes Kleinlützel na Kahl do Röschenzu.
Artefakty a zbytky hrobů z germánského období naznačují, že v obci muselo existovat alemanské sídliště. V roce 416 n. l. se Alamani dostali pod svrchovanost Franků, kteří byli rovněž germánským kmenem a již uvádějí název obce Kleinlützel.
Ze středověku pochází zřícenina Blauenstein, která leží na úzkém skalnatém hřebeni severně od Kleinlützlu. O stavbě hradu není nic známo. Vzhledem k tomu, že stál na přechodu důležitého římského průsmyku přes pohoří Blauenberg, mohl mít římský původ. Hrad byl zničen v roce 1411 a již nikdy nebyl obnoven.
V roce 1136 byl v oblasti dnešního Klösterli založen malý klášter s názvem Minor Lucella. Byl podřízen opatovi z (Gross-)Lützlu. Ve 12. století byl klášter předán augustiniánským kanovníkům. Teprve v roce 1486 se opět stal ženským klášterem s augustiniánskými kanovnicemi. Ti pocházeli z falckého kláštera Fischbach v diecézi Worms. Klášter velmi utrpěl během švábské války (1499) a dalších nepokojů. Do dnešních dnů se zachovala kaple a hospodářské budovy.
V roce 1527 koupil Solothurn Kleinlützel s okolím a začlenil jej do svého soudního okresu Thierstein, který existoval až do roku 1798 a tvořil jeden soudní okres. Farnost Kleinlützel patrně drželi obyvatelé Thiersteinu, později Lützelu, dokud ji v roce 1646 rovněž nezískal Solothurn,

## Obyvatelstvo
| Vývoj počtu obyvatel | Vývoj počtu obyvatel | Vývoj počtu obyvatel | Vývoj počtu obyvatel | Vývoj počtu obyvatel | Vývoj počtu obyvatel | Vývoj počtu obyvatel | Vývoj počtu obyvatel | Vývoj počtu obyvatel | Vývoj počtu obyvatel | Vývoj počtu obyvatel | Vývoj počtu obyvatel | Vývoj počtu obyvatel | Vývoj počtu obyvatel | Vývoj počtu obyvatel | Vývoj počtu obyvatel | Vývoj počtu obyvatel | Vývoj počtu obyvatel |
| -------------------- | -------------------- | -------------------- | -------------------- | -------------------- | -------------------- | -------------------- | -------------------- | -------------------- | -------------------- | -------------------- | -------------------- | -------------------- | -------------------- | -------------------- | -------------------- | -------------------- | -------------------- |
| Rok                  | 1798                 | 1850                 | 1860                 | 1870                 | 1880                 | 1888                 | 1900                 | 1910                 | 1930                 | 1941                 | 1950                 | 1960                 | 1970                 | 1980                 | 1990                 | 2000                 |                      |
| Počet obyvatel       | 852                  | 1042                 | 900                  | 920                  | 896                  | 852                  | 868                  | 1005                 | 1146                 | 1206                 | 1219                 | 1269                 | 1271                 | 1150                 | 1173                 | 1243                 |                      |

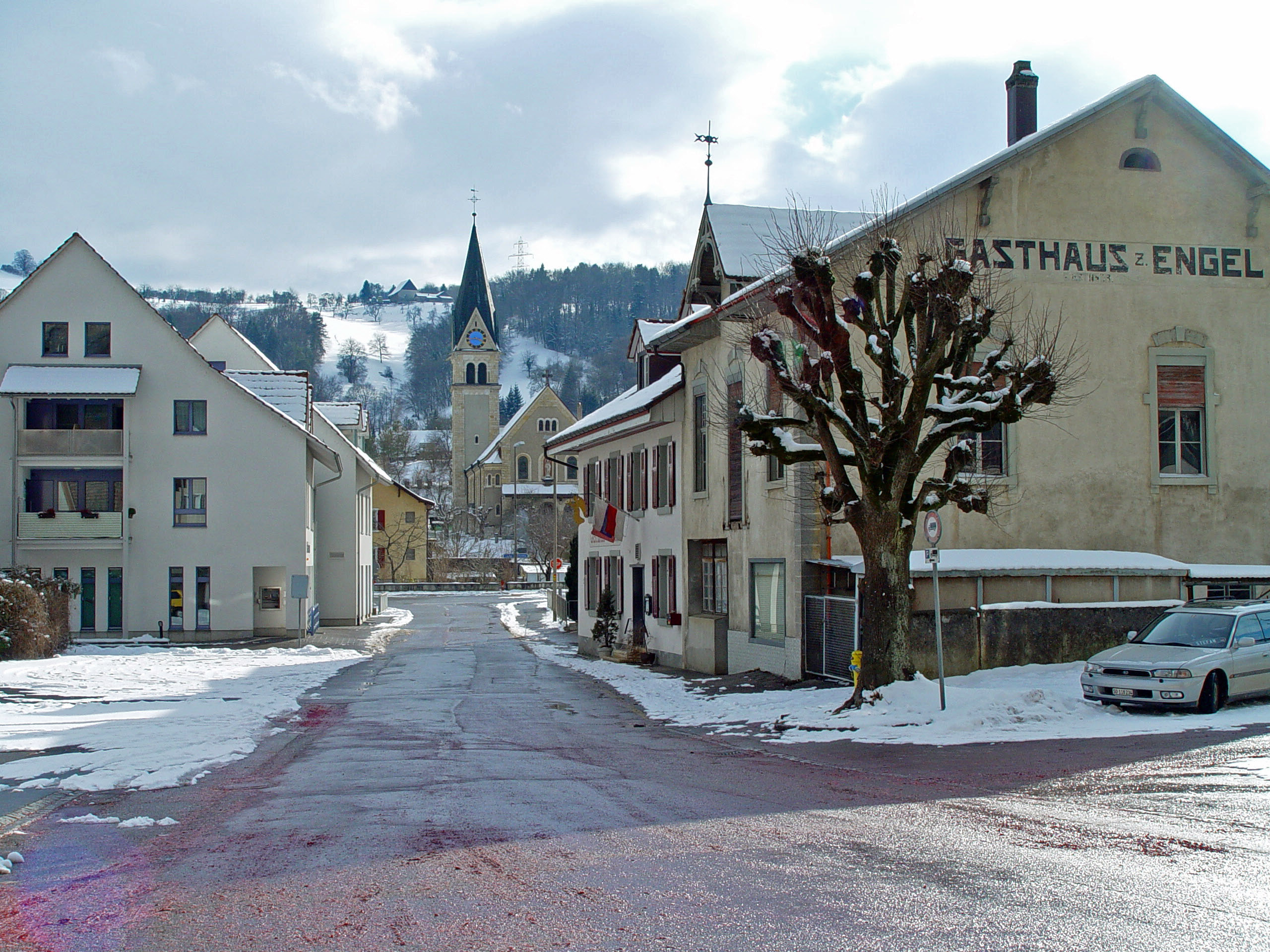
Centrum obce

Podle sčítání lidu z roku 2000 se 913, tj. 73,5 %, hlásilo k římskokatolické církvi a 158, tj. 12,7 %, ke švýcarské reformované církvi. 

## Doprava
Obec leží na silnici spojující Laufen, Röschenz, Kleinlützel a Francii. Dopravní obslužnost obce zajišťují autobusy Postauto; nejbližší železniční stanice se nachází v Laufenu na jurské železniční trati z Bielu do Basileje.